# Аургазинский район
Аургази́нский райо́н (баш. Ауырғазы районы) — административно-территориальная единица (район) и муниципальное образование (муниципальный район) в её границах под наименованием муниципальный район Аургазинский район (баш. Ауырғазы районы муниципаль районы) в составе Республики Башкортостан Российской Федерации.
Административный центр — село Толбазы, находится в 80 км к югу от Уфы и 30 км к западу от железнодорожной станции Белое Озеро.

## География
Район расположен в центральной части Башкортостана. Граничит с Кармаскалинским районом на севере, Гафурийским на востоке, Стерлитамакским на юге, Альшеевским и Давлекановским районами на западе.
Территория района находится в южной части Прибельской увалисто-волнистой равнины, сильно развит карст. Он расположен в пределах погруженной зоны юго-восточного склона Восточно-Европейской платформы. На территории района находятся месторождения гипса и известняка (Нижне-Лекандинское), песка-отощителя (Балыклыкульское), песка строительного (Сахановское), кирпичного сырья (Дарьинское, Сахановское, Толбазинское), нефтяные месторождения (Бузовьязовское, Толбазинское, Уршакское и др.).
Климат континентальный, умеренно увлажнённый. Средняя годовая температура воздуха: +2,5 °C, январь: −16 °C, июль: +19 °C. Абсолютная максимальная температура: +40 °C, абсолютно минимальная: −48 °C. Среднегодовое количество осадков — 500 мм, в тёплый период — 350 мм.
Гидрографическую сеть образуют река Уршак с притоками Аургазы, Белый Ключ, Узень; река Кузъелга и др. Распространены выщелочные, карбонатные почвы, серые лесные почвы и типичные чернозёмы.
Дубовые, дубово-берёзовые, липовые и осиновые леса занимают около 18 % площади района, расположены на возвышенностях в виде островков. Лесистость составляет 27,3 %. Животный мир представлен степными и лесными видами.
Курманаевская, Бишкаинская пещеры, овраг Ушкатлы, Абсалямовские берёзы являются памятниками природы.
Площадь территории муниципального района: 2014 км².
Площадь (тыс. га) сельскохозяйственных угодий — 153,8 (76,4 %) от общей площади), в том числе пашни: 95,6, сенокосов: 14,1, пастбищ: 43,1, площадь лесов: 36,4, поверхностных вод: 1,2 тыс. га.

## История
Сёла и деревни нынешнего Аургазинского района находились на вотчинных землях башкир Минской волости, в частности, её подразделений: Уршак-Минской, Меркит-Минской и Бегеняш-Минской волостей.
По VII ревизии 1816 года башкир-вотчинников насчитывалось 14 330 душ мужского пола, припущенников (татар, мишарей, тептярей) — 4755 душ.
Район образован 20 августа 1930 года, когда, согласно постановлению президиума ВЦИК, было ликвидировано разделение Башкирской Автономной Республики на кантоны и образовано 48 районов.

## Население
| 1989    | 2002    | 2008    | 2009    | 2010    | 2012    | 2013    | 2014    | 2015    |
| ------- | ------- | ------- | ------- | ------- | ------- | ------- | ------- | ------- |
| 39 069  | ↘38 996 | ↘37 755 | ↘37 379 | ↘36 970 | ↘36 226 | ↘35 609 | ↘35 035 | ↘34 141 |
| 2016    | 2017    | 2021    |         |         |         |         |         |         |
| ↘33 721 | ↘33 358 | ↘31 446 |         |         |         |         |         |         |

Согласно прогнозу Минэкономразвития России, численность населения будет составлять:
- 2024 — 32,29 тыс. чел.
- 2035 — 29,48 тыс. чел.

### Национальный состав
Согласно Всероссийской переписи населения 2010 года: татары — 42,2 %, чуваши — 29,3 %, башкиры — 18,9 %, русские — 6,4 %, украинцы — 1,2 %, мордва — 1 %, лица других национальностей — 1 %.
По итогам переписи населения 2020 года проживали следующие национальности (национальности менее 0,1 % и другое см. в сноске к строке «Другие»):
| Национальность | Численность, чел. | Доля     |
| -------------- | ----------------- | -------- |
| Татары         | 12 726            | 40,47 %  |
| Чуваши         | 8450              | 26,87 %  |
| Башкиры        | 6421              | 20,42 %  |
| Русские        | 2620              | 8,33 %   |
| Мордва         | 361               | 1,15 %   |
| Украинцы       | 193               | 0,61 %   |
| Армяне         | 66                | 0,21 %   |
| Узбеки         | 63                | 0,20 %   |
| Таджики        | 34                | 0,11 %   |
| Другие         | 512               | 1,63 %   |
| Итого          | 31 446            | 100,00 % |

### Языковой состав
Согласно Всероссийской переписи населения 2010 года родными языками населения являлись: 
татарский — 43 %, чувашский — 28,7 %, башкирский — 18,9 %, русский — 8,5 %, мордовский — 0,9 %.
Согласно Всероссийской переписи населения 2020 года родными языками населения являлись: татарский — 41,6 %, чувашский — 26,7 %, башкирский — 19,4 %, русский — 9,6 %, мордовский — 1,1 %.

## Административное деление
В Аургазинский район как административно-территориальную единицу республики входит 21 сельсовет.
В одноимённый муниципальный район в рамках местного самоуправления входит 21 муниципальное образование со статусом сельского поселения:
| №     | Муниципальное образование     | Административный центр    | Количество населённых пунктов | Население (чел.) | Площадь (км²) |
| ----- | ----------------------------- | ------------------------- | ----------------------------- | ---------------- | ------------- |
| 1e-06 | Сельское поселение            |                           |                               |                  |               |
| 1     | Балыклыкульский сельсовет     | деревня Балыклыкуль       | 5                             | ↘1103            | 108,44        |
| 2     | Батыровский сельсовет         | село Куезбашево           | 10                            | ↘1984            | 96,08         |
| 3     | Бишкаинский сельсовет         | село Бишкаин              | 5                             | ↘1095            | 38,35         |
| 4     | Ибраевский сельсовет          | село Малое Ибраево        | 7                             | ↘1172            | 92,90         |
| 5     | Исмагиловский сельсовет       | село Исмагилово           | 6                             | ↘1048            | 103,04        |
| 6     | Ишлинский сельсовет           | село Ишлы                 | 6                             | ↘1336            | 97,55         |
| 7     | Кебячевский сельсовет         | деревня Кебячево          | 7                             | ↘669             | 72,89         |
| 8     | Меселинский сельсовет         | село Месели               | 9                             | ↘1200            | 88,47         |
| 9     | Михайловский сельсовет        | деревня Михайловка        | 3                             | ↘949             | 89,78         |
| 10    | Нагадакский сельсовет         | деревня Татарский Нагадак | 9                             | ↘1398            | 89,27         |
| 11    | Новокальчировский сельсовет   | деревня Новый Кальчир     | 6                             | ↘1299            | 121,03        |
| 12    | Семёнкинский сельсовет        | село Семёнкино            | 12                            | ↘2349            | 190,37        |
| 13    | Степановский сельсовет        | село Степановка           | 6                             | ↘844             | 98,38         |
| 14    | Султанмуратовский сельсовет   | село Султанмуратово       | 4                             | ↘762             | 76,18         |
| 15    | Таштамакский сельсовет        | деревня Таштамак          | 4                             | ↘898             | 64,37         |
| 16    | Толбазинский сельсовет        | село Толбазы              | 6                             | ↗10 572          | 126,99        |
| 17    | Тряпинский сельсовет          | село Тряпино              | 7                             | ↘846             | 70,69         |
| 18    | Тукаевский сельсовет          | село Тукаево              | 9                             | ↗1306            | 108,79        |
| 19    | Турумбетовский сельсовет      | село Турумбет             | 4                             | ↘783             | 102,29        |
| 20    | Уршакский сельсовет           | село Староабсалямово      | 7                             | ↘856             | 132,75        |
| 21    | Чуваш-Карамалинский сельсовет | село Чуваш-Карамалы       | 5                             | ↗889             | 45,42         |

## Населённые пункты
| №   | Населённый пункт  | Тип     | Население | Муниципальное образование     |
| --- | ----------------- | ------- | --------- | ----------------------------- |
| 1   | Абдрахманово      | деревня | ↗147      | Тукаевский сельсовет          |
| 2   | Абдуллино         | деревня | ↗91       | Семёнкинский сельсовет        |
| 3   | Александровка     | деревня | ↘179      | Степановский сельсовет        |
| 4   | Алексеевка        | деревня | ↘16       | Семёнкинский сельсовет        |
| 5   | Алексеевка        | деревня | ↗24       | Толбазинский сельсовет        |
| 6   | Амзя              | деревня | →78       | Балыклыкульский сельсовет     |
| 7   | Андреевка         | село    | ↘235      | Тукаевский сельсовет          |
| 8   | Арсланово         | деревня | ↘50       | Ишлинский сельсовет           |
| 9   | Асавбашево        | деревня | ↘414      | Семёнкинский сельсовет        |
| 10  | Ахмерово          | деревня | ↘67       | Ишлинский сельсовет           |
| 11  | Ахметово          | деревня | ↘38       | Тукаевский сельсовет          |
| 12  | Баишево           | деревня | ↗54       | Ибраевский сельсовет          |
| 13  | Байкал            | деревня | ↘53       | Балыклыкульский сельсовет     |
| 14  | Бакаево           | деревня | ↘20       | Султанмуратовский сельсовет   |
| 15  | Балыклыкуль       | деревня | ↗417      | Балыклыкульский сельсовет     |
| 16  | Белогорский       | деревня | ↗15       | Бишкаинский сельсовет         |
| 17  | Белогорский       | хутор   | ↘6        | Бишкаинский сельсовет         |
| 18  | Берёзовка         | деревня | ↘7        | Семёнкинский сельсовет        |
| 19  | Берлек            | деревня | ↗25       | Ибраевский сельсовет          |
| 20  | Бишкаин           | село    | ↘1150     | Бишкаинский сельсовет         |
| 21  | Болотино          | село    | ↗281      | Тукаевский сельсовет          |
| 22  | Борисовка         | деревня | ↗5        | Ибраевский сельсовет          |
| 23  | Верхние Леканды   | деревня | ↘72       | Нагадакский сельсовет         |
| 24  | Верхний Бегеняш   | деревня | ↘95       | Семёнкинский сельсовет        |
| 25  | Веселовка         | деревня | ↗77       | Тряпинский сельсовет          |
| 26  | Волково           | деревня | ↘11       | Тукаевский сельсовет          |
| 27  | Вязовка           | деревня | ↗34       | Меселинский сельсовет         |
| 28  | Гумерово          | деревня | ↘85       | Таштамакский сельсовет        |
| 29  | Дадановка         | деревня | ↗67       | Меселинский сельсовет         |
| 30  | Дарьевка          | деревня | →4        | Исмагиловский сельсовет       |
| 31  | Дарьино           | деревня | ↗41       | Чуваш-Карамалинский сельсовет |
| 32  | Добровольное      | деревня | ↘64       | Степановский сельсовет        |
| 33  | Дубровка          | деревня | ↘150      | Ибраевский сельсовет          |
| 34  | Дюртюли           | деревня | ↗349      | Новокальчировский сельсовет   |
| 35  | Ермолаевка        | деревня | ↗3        | Чуваш-Карамалинский сельсовет |
| 36  | Журавлёвка        | деревня | →19       | Меселинский сельсовет         |
| 37  | Заитово           | деревня | ↗178      | Тряпинский сельсовет          |
| 38  | Ибраево           | деревня | ↘36       | Кебячевский сельсовет         |
| 39  | Ивановка          | деревня | ↗83       | Батыровский сельсовет         |
| 40  | Игенче            | деревня | ↘6        | Турумбетовский сельсовет      |
| 41  | Исмагилово        | село    | ↗918      | Исмагиловский сельсовет       |
| 42  | Ишлы              | село    | ↘884      | Ишлинский сельсовет           |
| 43  | Кальчирбуран      | деревня | ↗318      | Новокальчировский сельсовет   |
| 44  | Каменка           | деревня | ↗66       | Меселинский сельсовет         |
| 45  | Кебячево          | деревня | ↘289      | Кебячевский сельсовет         |
| 46  | Князевка          | деревня | ↗28       | Батыровский сельсовет         |
| 47  | Красный Восток    | деревня | ↗43       | Меселинский сельсовет         |
| 48  | Куезбашево        | село    | ↗618      | Батыровский сельсовет         |
| 49  | Кузьминовка       | деревня | ↗50       | Семёнкинский сельсовет        |
| 50  | Культура          | деревня | ↗47       | Толбазинский сельсовет        |
| 51  | Курманаево        | деревня | ↗306      | Уршакский сельсовет           |
| 52  | Кушкуль           | деревня | ↘58       | Михайловский сельсовет        |
| 53  | Кшанны            | деревня | ↘417      | Новокальчировский сельсовет   |
| 54  | Макарово          | деревня | ↗9        | Тукаевский сельсовет          |
| 55  | Малая Ивановка    | деревня | ↘12       | Нагадакский сельсовет         |
| 56  | Малое Ибраево     | село    | →127      | Ибраевский сельсовет          |
| 57  | Малый Нагадак     | деревня | ↘175      | Тряпинский сельсовет          |
| 58  | Манеево           | село    | ↗360      | Меселинский сельсовет         |
| 59  | Марс              | деревня | ↘33       | Новокальчировский сельсовет   |
| 60  | Марьяновка        | деревня | ↘227      | Степановский сельсовет        |
| 61  | Месели            | село    | ↘592      | Меселинский сельсовет         |
| 62  | Миннибаево        | деревня | →27       | Кебячевский сельсовет         |
| 63  | Михайловка        | деревня | ↘267      | Михайловский сельсовет        |
| 64  | Муксино           | деревня | ↘37       | Ишлинский сельсовет           |
| 65  | Мурадым           | деревня | ↘773      | Михайловский сельсовет        |
| 66  | Мустафино         | деревня | ↘432      | Батыровский сельсовет         |
| 67  | Нагадак           | деревня | ↘14       | Нагадакский сельсовет         |
| 68  | Надеждино         | деревня | ↘42       | Уршакский сельсовет           |
| 69  | Назмутдиново      | деревня | ↘54       | Степановский сельсовет        |
| 70  | Наумкино          | деревня | ↗699      | Балыклыкульский сельсовет     |
| 71  | Нижние Леканды    | деревня | ↘234      | Нагадакский сельсовет         |
| 72  | Нижний Бегеняш    | деревня | ↗235      | Семёнкинский сельсовет        |
| 73  | Николаевка        | деревня | ↘25       | Батыровский сельсовет         |
| 74  | Никольск          | деревня | ↗49       | Толбазинский сельсовет        |
| 75  | Никольское        | село    | ↘18       | Исмагиловский сельсовет       |
| 76  | Новоадзитарово    | деревня | ↘372      | Батыровский сельсовет         |
| 77  | Новогуровка       | деревня | →93       | Тряпинский сельсовет          |
| 78  | Новоитикеево      | деревня | ↘425      | Батыровский сельсовет         |
| 79  | Новомустафино     | деревня | ↘49       | Батыровский сельсовет         |
| 80  | Новотимошкино     | деревня | ↘144      | Исмагиловский сельсовет       |
| 81  | Новотроицкое      | деревня | →0        | Тряпинский сельсовет          |
| 82  | Новофёдоровка     | деревня | ↘799      | Ибраевский сельсовет          |
| 83  | Новочелатканово   | деревня | ↘59       | Чуваш-Карамалинский сельсовет |
| 84  | Новые Карамалы    | деревня | ↘392      | Новокальчировский сельсовет   |
| 85  | Новый Кальчир     | деревня | ↗187      | Новокальчировский сельсовет   |
| 86  | Покровка          | деревня | ↘17       | Исмагиловский сельсовет       |
| 87  | Поташевка         | деревня | ↘25       | Бишкаинский сельсовет         |
| 88  | Пушкинский        | хутор   | →0        | Бишкаинский сельсовет         |
| 89  | Сабанчи           | деревня | ↘8        | Батыровский сельсовет         |
| 90  | Салихово          | деревня | ↘44       | Турумбетовский сельсовет      |
| 91  | Семёнкино         | село    | ↗679      | Семёнкинский сельсовет        |
| 92  | Ситдик-Муллино    | деревня | ↘57       | Кебячевский сельсовет         |
| 93  | Сосновка          | деревня | ↘58       | Меселинский сельсовет         |
| 94  | Старая Ивановка   | деревня | ↗18       | Тукаевский сельсовет          |
| 95  | Староабсалямово   | село    | ↗433      | Уршакский сельсовет           |
| 96  | Старое Ибраево    | деревня | ↘234      | Ибраевский сельсовет          |
| 97  | Староитикеево     | деревня | ↘197      | Батыровский сельсовет         |
| 98  | Старокузяково     | деревня | ↘362      | Ишлинский сельсовет           |
| 99  | Старомакарово     | деревня | ↘172      | Меселинский сельсовет         |
| 100 | Старотимошкино    | деревня | ↘53       | Уршакский сельсовет           |
| 101 | Старые Карамалы   | деревня | ↘26       | Чуваш-Карамалинский сельсовет |
| 102 | Степановка        | село    | ↘381      | Степановский сельсовет        |
| 103 | Субхангулово      | деревня | ↗93       | Уршакский сельсовет           |
| 104 | Сулейманово       | деревня | ↘34       | Нагадакский сельсовет         |
| 105 | Султанмуратово    | село    | ↘706      | Султанмуратовский сельсовет   |
| 106 | Тальник           | деревня | ↘33       | Семёнкинский сельсовет        |
| 107 | Татарский Нагадак | деревня | ↗451      | Нагадакский сельсовет         |
| 108 | Ташлыкуль         | деревня | ↘250      | Кебячевский сельсовет         |
| 109 | Таштамак          | деревня | ↘561      | Таштамакский сельсовет        |
| 110 | Терешковка        | деревня | ↘17       | Степановский сельсовет        |
| 111 | Толбазы           | село    | ↘9946     | Толбазинский сельсовет        |
| 112 | Толмачевка        | деревня | ↗45       | Тряпинский сельсовет          |
| 113 | Трудовка          | деревня | ↗22       | Кебячевский сельсовет         |
| 114 | Тряпино           | село    | ↗452      | Тряпинский сельсовет          |
| 115 | Тукаево           | село    | ↗547      | Тукаевский сельсовет          |
| 116 | Турсугали         | деревня | ↘175      | Таштамакский сельсовет        |
| 117 | Турумбет          | село    | ↘559      | Турумбетовский сельсовет      |
| 118 | Тюбяково          | деревня | ↘176      | Тукаевский сельсовет          |
| 119 | Уксунны           | деревня | →73       | Исмагиловский сельсовет       |
| 120 | Усманово          | деревня | ↘165      | Таштамакский сельсовет        |
| 121 | Усманово          | деревня | ↘279      | Турумбетовский сельсовет      |
| 122 | Усть-Белишево     | деревня | ↗57       | Нагадакский сельсовет         |
| 123 | Утаркуль          | деревня | ↘68       | Кебячевский сельсовет         |
| 124 | Утеймуллино       | деревня | ↘379      | Нагадакский сельсовет         |
| 125 | Хасаново          | деревня | ↗13       | Уршакский сельсовет           |
| 126 | Чишма             | деревня | ↘65       | Балыклыкульский сельсовет     |
| 127 | Чишма             | деревня | ↘96       | Султанмуратовский сельсовет   |
| 128 | Чубайтал          | деревня | ↗75       | Султанмуратовский сельсовет   |
| 129 | Чуваш-Карамалы    | село    | ↘854      | Чуваш-Карамалинский сельсовет |
| 130 | Чувашский Нагадак | деревня | ↘408      | Нагадакский сельсовет         |
| 131 | Чулпан            | деревня | ↘64       | Толбазинский сельсовет        |
| 132 | Чулпан            | деревня | ↗45       | Уршакский сельсовет           |
| 133 | Шеверли           | деревня | ↘360      | Семёнкинский сельсовет        |
| 134 | Шланлы            | село    | ↗702      | Семёнкинский сельсовет        |
| 135 | Юламаново         | деревня | ↗407      | Толбазинский сельсовет        |
| 136 | Юлдашево          | деревня | ↘60       | Семёнкинский сельсовет        |
| 137 | Якты Юл           | деревня | ↘52       | Ишлинский сельсовет           |

Упразднённые населённые пункты:
- 2002 год — деревени Новомурадымово и Старомурадымово объединены в один населенный пункт - деревню Мурадым[30].
- 2005 год — посёлки Благодаровка, Буляк.

## Экономика
Район входит в южную лесостепную зону. Сельхозпредприятия специализируются на выращивании пшеницы, гречихи, сахарной свёклы, разведении крупного рогатого скота молочно-мясного направления, свиней. На территории района находится лесхоз. В районе действуют НГДУ «Ишимбайнефть» и «Уфанефть», ООО «Агро» (агрохимическое обслуживание сельхозпредприятий), Толбазинский кирпичный завод (производство вермикулитовых блоков), ООО «Кирпичный завод „Ажемак“» (производство облицовочного кирпича), ООО «Аургазыстройсервис» (производство асфальто-бетонных смесей, строительно-монтажные работы), ОАО «Толбазымолзавод», ООО «Инкомкорм», ООО «Аургазыгидростройсервис», ДРСУ, АТП и др. По территории района проходит Куйбышевская железная дорога (участок Дёма — Тюльган), в пределах района находятся железнодорожные станции Дарьино и Нагадак, проложены автомобильные дороги Уфа — Оренбург, Давлеканово — Толбазы, Толбазы — Красноусольский.

## Социальная сфера
В районе действует многопрофильный колледж, 57 общеобразовательных школ, из них 33 средних, девять основных, 14 начальных, в том числе Толбазинский лицей, Толбазинская башкирская гимназия, 39 дошкольных учреждений, музыкальная школа, ДЮСШ, центральная районная и три сельские участковые больницы, три сельские врачебные амбулатории, 42 ФАП, 54 клубных учреждения, 37 библиотек. В селе Толбазы функционирует историко-краеведческий музей. Издаётся газета «Аургазинский вестник» на русском, татарском, чувашском языках.

## Достопримечательности
- Обелиск погибшим в годы Великой Отечественной войны в селе Тряпино (1967).
- Памятник труженикам тыла в селе Толбазы.
- Памятник В. И. Ленину в селе Толбазы (скульпторы Б. Д. Фузеев, Т. П. Нечаева, архитектор Л. В. Хихлуха, 1970).
- Памятник писателю Г. Ибрагимову в селе Султанмуратово (скульптор З. Басыров)[33].
- Пещера Вертолётная возле деревни Ахмерово.